# Masboson
Malboson o Masboson [mabu'zu] (en francès Malbouzon) és un municipi del departament francès del Losera a la regió d'Occitània.